# Municipio de Chajul
Municipio de Chajul är en kommun i Guatemala.   Den ligger i departementet Departamento del Quiché, i den centrala delen av landet, 110 km nordväst om huvudstaden Guatemala City.
Följande samhällen finns i Municipio de Chajul:
- Chajul